# Münchenstein
Münchenstein je město ve švýcarském kantonu Basilej-venkov. Žije zde přibližně 12 tisíc obyvatel.

## Geografie
Obec leží v nadmořské výšce 297 metrů a rozkládá se po obou březích řeky Birs. Dělí se převážně na tři části: Münchenstein Dorf, Neumünchenstein a Neuewelt/Brüglingen. Na severu sousedí přímo s kantonem Basilej-město. Dalšími sousedními obcemi jsou Muttenz, Arlesheim a Reinach (všechny v kantonu Basilej-venkov). Rozloha obce je 718 ha, z toho 56 % tvoří zastavěná plocha, 24 % lesy, 17 % zemědělská půda a 2 % neproduktivní půda.

## Historie

### Nejstarší historie
V roce 1196, kdy se o něm poprvé píše v listině, se Münchenstein ještě jmenoval Kekingen. V roce 1270 se název Geckingen objevil v darovací listině basilejské katedrály. V roce 1259 se již vesnice a mlýn mezi Neue Welt a St Jakobem uvádějí v listinách jako majetek proboštství basilejské katedrály. Dnešní pomístní název Münchenstein se poprvé objevuje v roce 1295 a znamená „hradní skála Münche“. Určující slovo Münch odkazuje na stavitele po nich pojmenovaného hradu, biskupské služebníky ze šlechtického rodu Münchů. Základní slovo Stein bývalo běžným označením pro hrady, které stály na skalách.

### Středověk

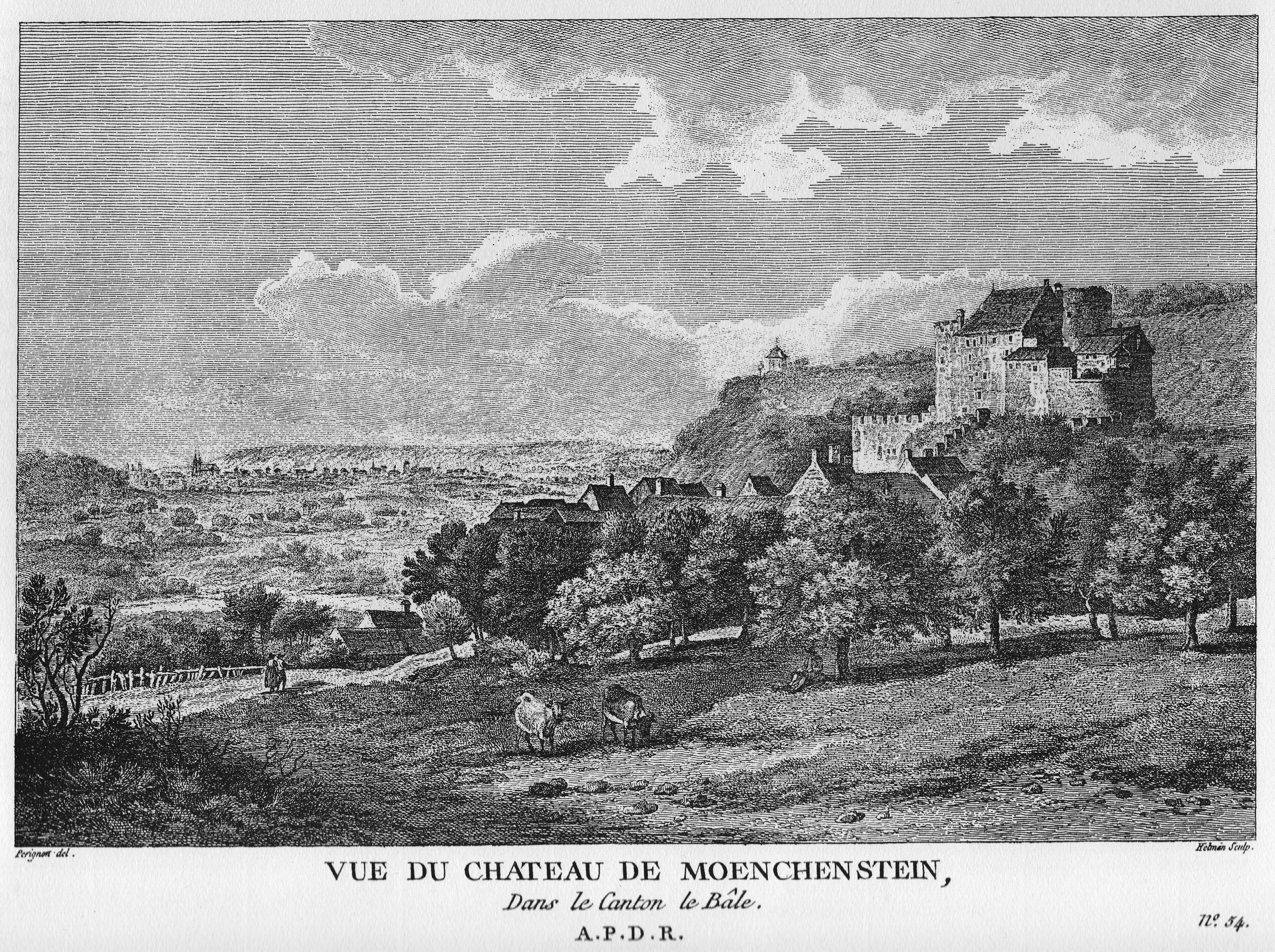
Hrad Münchenstein kolem roku 1780

Krátce po svém vybudování byl hrad Münchenstein převeden pod feudální správu hrabat z Pfirtu. Po smrti posledního hraběte z Pfirtu Ulricha III. v Basileji v březnu 1324 přešla feudální moc dědictvím na habsbursko-rakouský rod. Dědičná hraběnka Johana z Pfirtu (Jeanne de Ferrette, 1300–1351) byla sňatkem s habsburským vévodou Albrechtem II. (1298–1358) rakouskou vévodkyní. Poté si rod Münch von Münchenstein nechával v nepravidelných intervalech potvrzovat svá léna v listinách.
V roce 1334 byla změna názvu výslovně zmíněna v listině vydané basilejskou katedrálou: Geckingen que nunc Munchenstein appellatur („Geckingen, který se nyní nazývá Munchenstein“). Zemětřesení v Basileji v roce 1356 postihlo také Münchenstein. Odpoledne 18. října 1356 otřásl městem Basilej otřes. Vesnice a hrady v okolí byly vážně poškozeny. Epicentrum zemětřesení se nacházelo asi 10 km jižně od města na okraji jurské výšiny mezi obcí Gempen a zadním údolím Leimental. Při velkém zemětřesení v Basileji byl poškozen i hrad Münchenstein, dokončený v roce 1334, který byl však brzy obnoven. V roce 1421 se začala používat hláska „ö“ a obec se psala Mönchenstein. Tento název se udržel až do roku 1881. Obecní vyhláškou z roku 1881 byl oficiálně zaveden název Münchenstein.
V roce 1470 musel rod Münch zastavit ves a hrad městu Basileji. Zástavní smlouva byla uzavřena 18. července a panství Münchenstein přešlo poprvé do městských rukou na základě výpůjčky. Farní kostel svatého Bartoloměje byl postaven na konci 14. nebo na počátku 15. století na místě předchozí stavby z 11. nebo 12. století. Věž kostela byla postavena v roce 1612 a loď byla rozšířena v roce 1857.

### Novověk

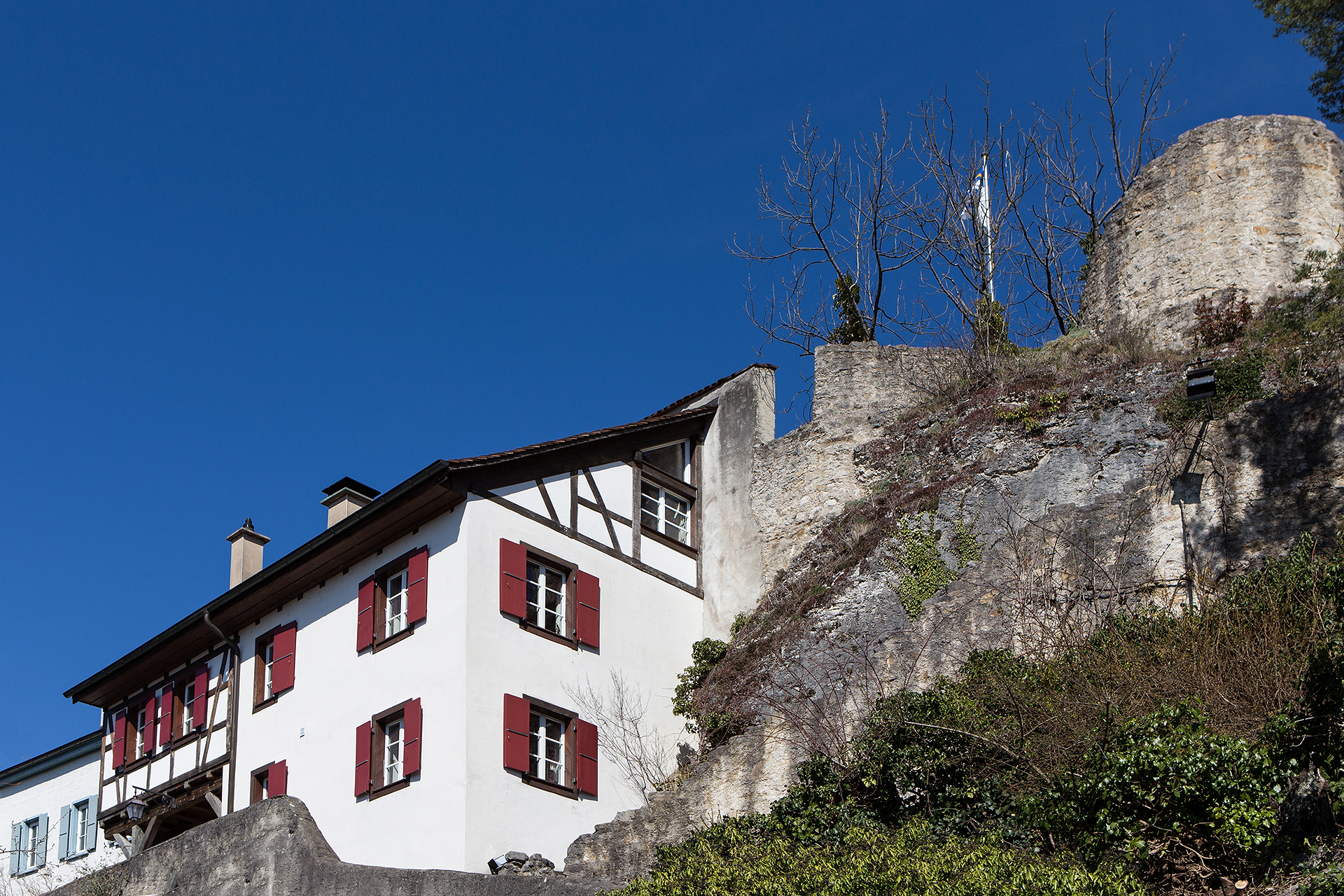
Zámek Münchenstein a ruiny hradu

Letecký pohled (1967)

Hrad byl zbořen během helvétské revoluce v letech 1797 a 1798.
Historie železnice v Münchensteinu se začala psát 23. září 1875, kdy byla slavnostně otevřena tzv. jurská železniční trať Basilej–Delémont. V neděli 14. června 1891 se pod vlakem přijíždějícím z Basileje zřítil železniční most, postavený Gustavem Eiffelem. Železniční neštěstí v Münchensteinu je dosud považováno za největší švýcarské železniční neštěstí. O život přišlo 73 lidí a 171 jich bylo zraněno. Událost se dostala i do švýcarské kriminální literatury v románu Stefana Haenniho „Eiffelův dluh“ z roku 2023. V době nehody měl Münchenstein 135 domů, 264 domácností a 1360 obyvatel.
V roce 1980 se Münchenstein stal místem konání druhé švýcarské výstavy zahradní a krajinářské architektury „Grün 80“ v Brüglinger Ebene, kterou v témže roce navštívila královna Alžběta II. během své státní návštěvy Švýcarska. V roce 1997 byla dokončena a uvedena do provozu nová kulturní a sportovní hala Kuspo Bruckfeld. Münchenstein má nyní víceúčelovou budovu s infrastrukturou pro různé akce.
V roce 2024 získal Münchenstein v rámci projektu Birsstadt - společně s dalšími (sousedními) obcemi podél řeky Birs - Wakkerovu cenu, nejvýznamnější švýcarské ocenění za architekturu.

## Obyvatelstvo
| Rok            | 1850 | 1880 | 1900 | 1930 | 1950 | 1960   | 1970   | 1980   | 1990   | 2000   |
| Počet obyvatel | 955  | 1257 | 1988 | 4625 | 6033 | 10 345 | 11 777 | 11 002 | 11 650 | 11 702 |

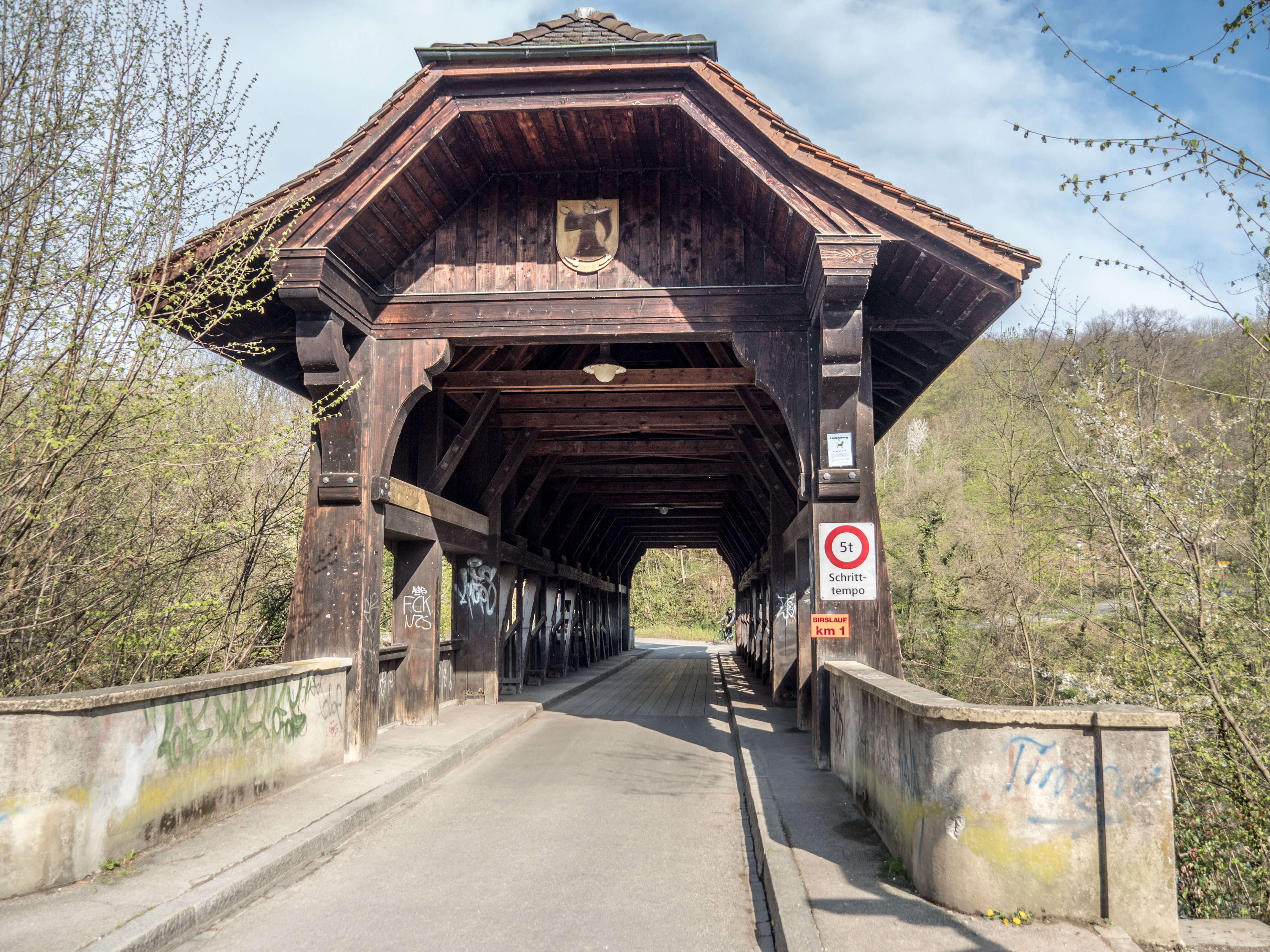
Most Rüttihard-Brücke přes řeku Birs

Většina obyvatel (k roku 2000) hovoří německy (10 203, tj. 87,2 %), druhá nejčastější je italština (435, tj. 3,7 %) a třetí francouzština (193, tj. 1,6 %). K 31. březnu 2008 se 31,2 % obyvatel hlásilo k reformované církvi, 28,9 % k římskokatolické církvi a 39,9 % k ostatním denominacím nebo bez vyznání. Počet obyvatel rostl zejména od roku 1950, kdy překonal hranici 10 tisíc, a Münchenstein se tak stal městem.

## Doprava

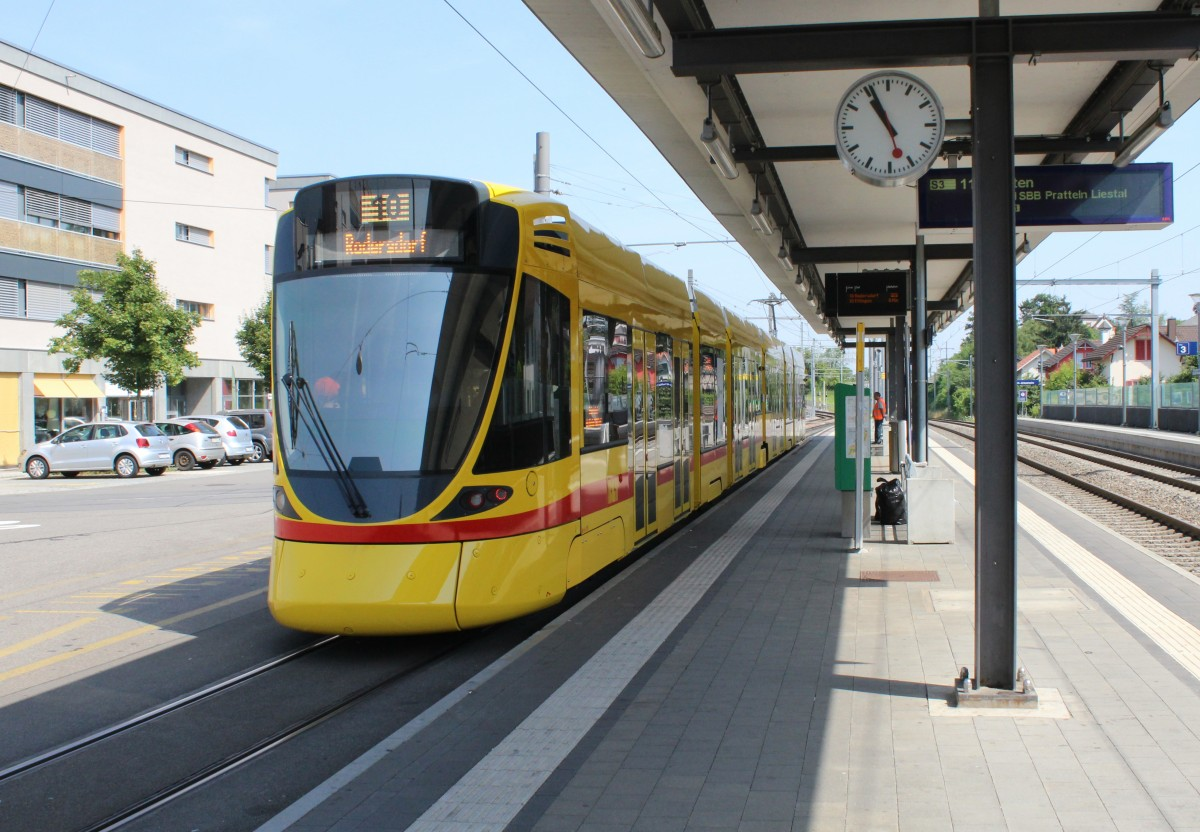
Basilejská tramvaj na lince Basilej–Münchenstein

Münchenstein je velmi dobře dostupný veřejnou dopravou. Obec má železniční stanici na jurské železniční trati (Basilej–Delémont) a každou půlhodinu sem jezdí linka S-Bahn S3, která spojuje Basilej a Porrentruy.
Město je dopravně navázáno na Basilej; téměř 26 km dlouhá tramvajová linka číslo 10, provozovaná dopravním podnikem Baselland Transport AG (BLT), je nejdelší tramvajovou linkou v Basileji a jednou z nejdelších tramvajových linek v Evropě. Prochází také dvěma státy, což je v mezinárodním měřítku rarita, a třemi švýcarskými kantony: Basilej-město, Basilej-venkov a Solothurn. Trať spojuje obce v údolí Leimental (Rodersdorf, Leymen ve Francii, Flüh, Bättwil, Witterswil, Ettingen, Therwil, Oberwil, Bottmingen a Binningen) s městem Basilej a oblastí Birseck – městy Münchenstein, Arlesheim a Dornach. Tramvajová linka 11 BLT jezdí z Aesch přes Reinach, Neu-Münchenstein a nádraží Basel SBB do zastávky St. Louis-Grenze.
Obec je také napojena na švýcarskou dálniční síť (dálnice A2) výjezdem Muttenz/Münchenstein na rychlostní silnici H18. Tato dálnice v současné době končí u Aesch v oblasti Angenstein a bude pokračovat směrem na Duggingen.